# Ziyang (Yiyang)
Ziyang (en chino, 资阳; pinyin, Zīyáng; Wade-Giles, tzu yang) es un distrito urbano bajo la administración directa de la Prefectura  Yiyang  en la Provincia de Hunan, República Popular China.  Su área es de 571 km² y su población total para 2010 superó los 400 mil  habitantes. 

## Administración
Desde mayo de 2020, el  Distrito Ziyang   se divide en 8 pueblos  administrados  en 2 subdistritos,   5 poblados y 1 villa.

## Toponimia
El topónimo Ziyang [/zúi-yang/] se compone de los sinogramas Zi (nombre propio) y Yang (norte), lo que da como resultado "al norte del (río) Zi". Muchos lugares de China, en el nombre llevan "Yang" porque están situadas al norte de un río (siguiendo las tradición del Feng shui con el Yin y yang).
Durante la dinastía Zhou, la cabecera del condado se ubicaba al norte del río Zi (ahora río Tuo 沱江), de ahí su nombre.